# Site PCUK
Le site PCUK (Produits Chimiques Ugine Kuhlmann) est une ancienne friche industrielle renaturée située dans la Métropole européenne de Lille dans les Hauts-de-France, sur le territoire des communes de Wattrelos et Leers. Partiellement ouvert au public en 2012, il s’étend sur une surface de 47 hectares.

## Description

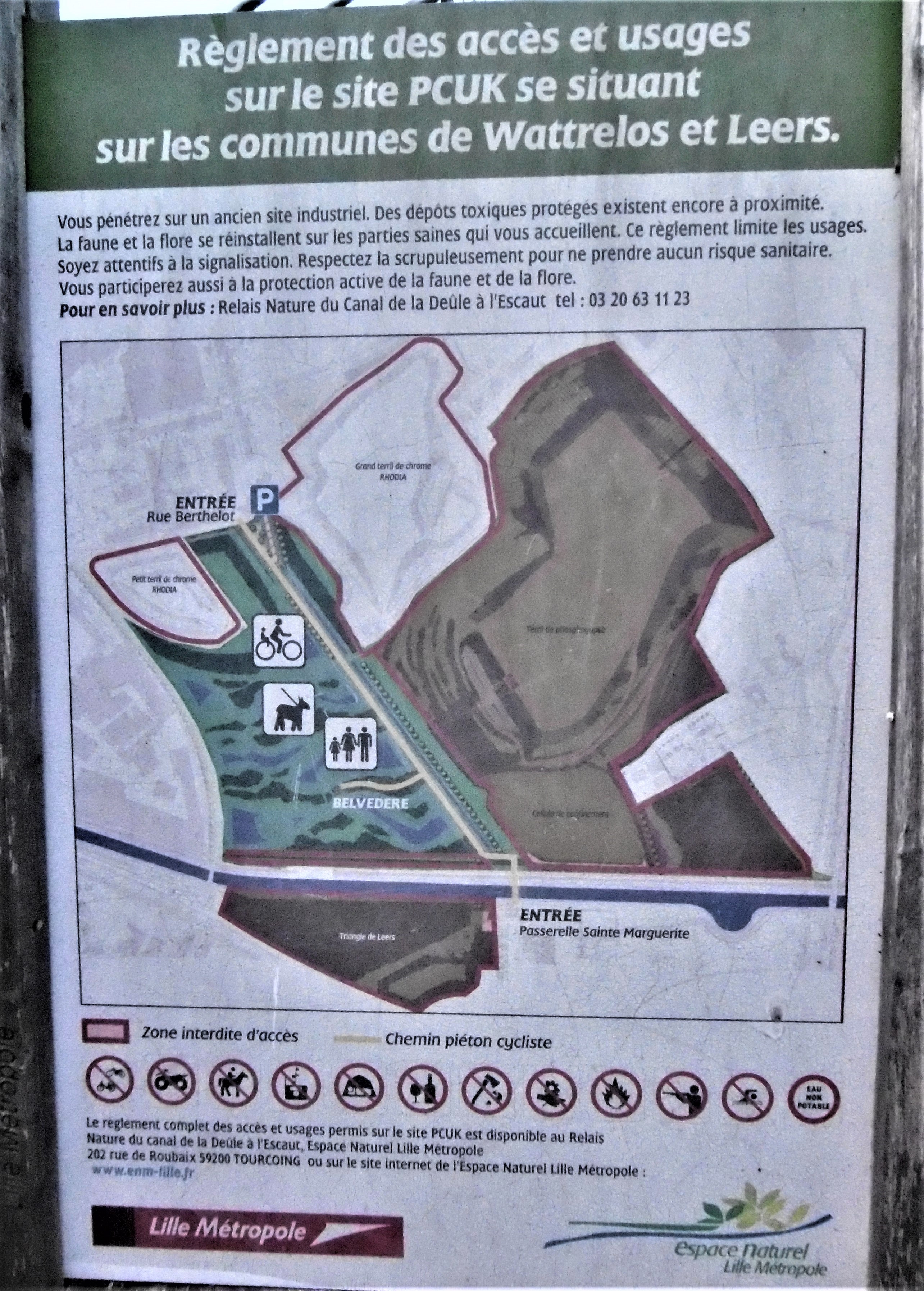
Plan du site

Le site, traversé par le canal de Roubaix et par l'Espierre, comprend trois terrils, une prairie de fauche et une zone humide.
Le plus étendu des terrils couvre 17 hectares et atteint environ 20 mètres d'altitude. Composé de trois millions de tonnes de phosphogypse, il est entièrement végétalisé, couvert de prairies de ray-grass anglais, de fétuque rouge, d'avoine élevée, d'orge et de sainfoin en mélange sur les pentes et le sommet, et planté de bandes d'aulne, cornouiller, prunellier, saule, bouleau, noisetier, érable champêtre et viorne sur les pentes, et de saule et d'aulne sur le sommet.
Les deux autres terrils, un petit de 150 000 m3 et un plus grand de 500 000 m3, sont composés de chrome. De géométrie régulière, aux versants escarpés, ils sont en partie engazonnés et en partie équipés d'une géomembrane en surface et d’un système de drainage pour la collecte des effluents toxiques. Ils sont isolés et ne sont pas accessibles.
Le reste du site, qui accueillait des bâtiments industriels et des bassins de décantation, est aménagé sur 25 hectares en prairie de fauche et en zone humide pouvant à la fois accueillir les eaux pluviales et offrir un espace de biodiversité spécifique du milieu humide.
Gérée par l’Espace Naturel Lille Métropole, cette zone humide est devenue une zone de nourrissage, d’hivernage et de reproduction. Elle offre un milieu favorable à de nombreuses espèces d’oiseaux telles que le vanneau huppé (Vanellus vanellus), la sarcelle d'hiver (Anas crecca) ou la gorgebleue à miroir (Luscinia svecica). 
La végétation aquatique occupant les diverses mares qui parsèment le site joue un rôle important dans la biodiversité du milieu. Principalement composée de massettes à larges feuilles (Typha latifolia) et de roseaux communs (Phragmites australis), celle-ci offre un point d’ancrage pour les pontes d’amphibiens et d’odonates.

## Histoire
Implantée sur 450 mètres le long du canal de Roubaix, l'usine de Wattrelos est achetée par Kuhlmann en 1905 à la Société chimique roubaisienne qui l'avait créée quelques années plus tôt. Elle fabriquait de l'acide sulfurique, du sulfate de soude et du sulfure de sodium pour l'industrie textile, ainsi que du superphosphate et de l'acide nitrique. Dans l'entre-deux guerres, Kuhlmann y développe la production d'engrais azotés, superphosphate triple et sulfate d'ammoniac, puis nitrate d'ammonium après la Deuxième Guerre mondiale. L'usine fabriquait aussi différents sels de chrome employés en tannerie, mégisserie et comme pigments minéraux jaune. 
Attribuée à Rhône-Poulenc par le gouvernement lors de la restructuration de la chimie de Péchiney-Ugine-Kuhlmann en 1982, l'activité est arrêtée l'année suivante. Elle laisse derrière elle l’une des friches les plus polluées de la métropole lilloise comprenant des installations industrielles désaffectées, des bassins de décantation et trois terrils, un de phosphogypse et deux de charrées de chrome.
Acquis par la ville de Wattrelos en 1984, le terril de phosphogypse et deux anciens bassins de décantation font alors l'objet d'une première intervention de verdissement. Essentiellement laissé à l'état de friche pendant vingt ans, l'ensemble du site est repris par l’établissement public foncier du Nord-Pas-de-Calais en 2005, à l'exception des deux terrils de chrome qui restent la propriété de Rhodia Chimie. Un projet de réhabilitation lancé dans la foulée s'achève en 2010, tandis que Rhodia Chimie poursuit une opération de dépollution du grand terril de chrome engagée en 2008.
Au terme de ces opérations, en 2010, le site, toujours à l'exception des terrils de chrome, est cédé par l'EPF à la Métropole européenne de Lille qui confie sa gestion à l'Espace Naturel Lille Métropole.

## Réhabilitation
Les opérations de réhabilitation du site ont adopté trois approches et techniques très différentes qui en font un laboratoire exceptionnel d’expérimentation in situ permettant d’observer différentes modalités de requalification dans un contexte où le degré de pollution est tel qu'il interdit toute réutilisation industrielle et, a fortiori, résidentielle.

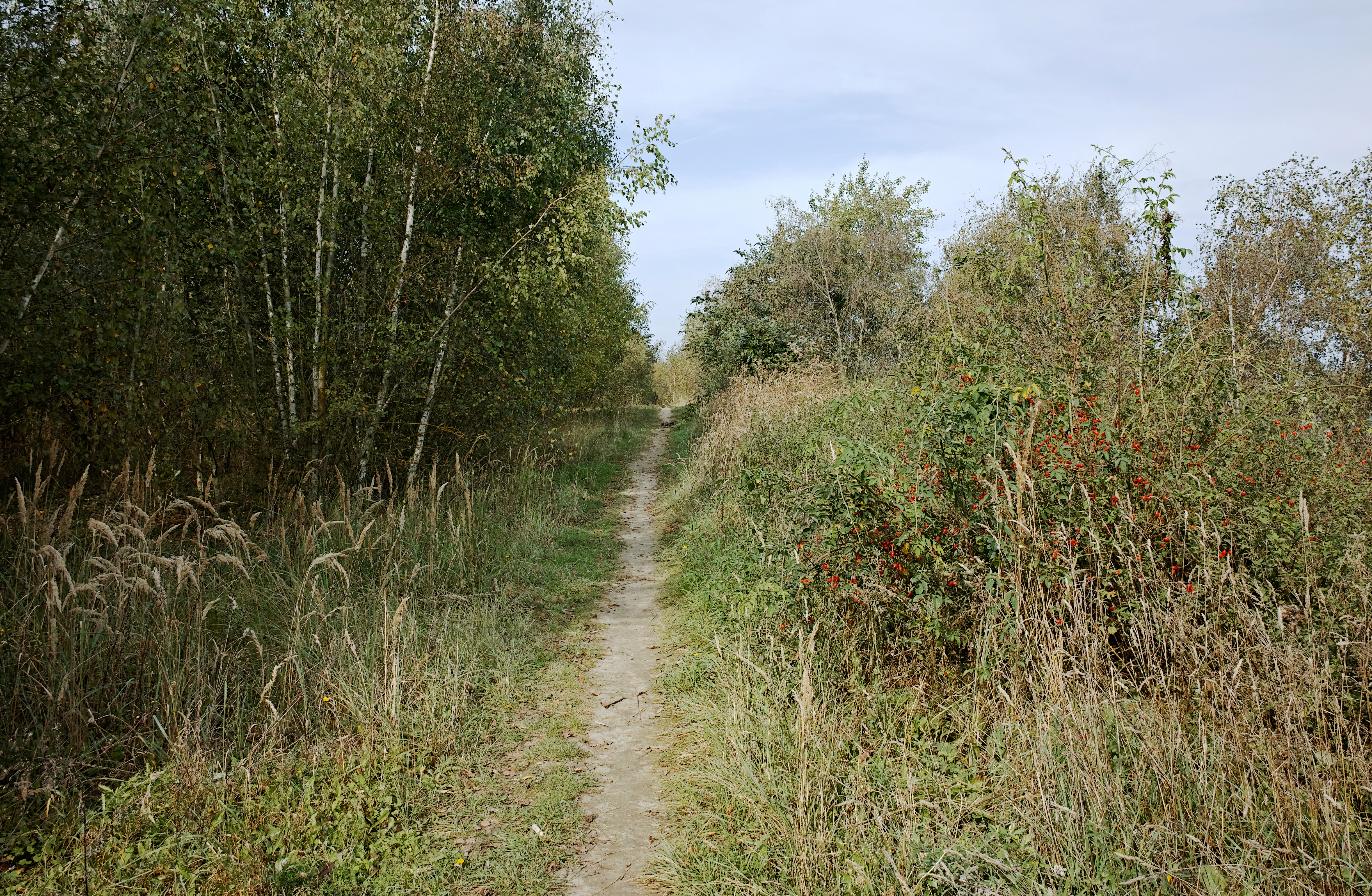
Chemin en haut du terril de phosphogypse

Le traitement du terril de phosphogypse et des deux bassins de décantation entrepris en 1985 reposait sur l’idée d'atténuer l'impact visuel du crassier pour changer l’image négative du paysage et favoriser le redéveloppement économique et urbain du quartier. Confié sur concours à l’agence Paysages, constituée par les paysagistes Thierry Louf et François-Xavier Mousquet en collaboration avec l’écologue Daniel Petit, la stratégie choisie consiste, d'une part, à mettre en valeur la morphologie du terril pour créer des nouvelles relations spatiales entre le site et son environnement et, d’autre part, à améliorer le sol artificiel pour induire une colonisation végétale. En termes plastiques, le versant nord est repensé en connexion avec le cimetière en contrebas et est doté de trois escaliers monumentaux tandis que le versant sud est redessiné selon une « alternance de terrasses engazonnées et de talus plantés », le parcours sur le sommet offrant, tel un belvédère, des vues panoramiques sur les environs. En termes de végétalisation, le projet mise sur une modification du pH du phosphogypse pour le rendre fertile et apte à accueillir une végétation pionnière.  Cette opération est passée par un épandage de dolomie sur toute la surface du terril avant la plantation d'une palette végétale adaptée aux spécificités spatiales et microclimatiques du terril. Quarante ans plus tard, cette stratégie expérimentale révèle des résultats exceptionnels concernant l'adaptation de la végétation aux conditions du substrat. Le terril présente en effet une couverture végétale continue, qui lui confère une qualité à la fois visuelle et environnementale, et un système racinaire dense qui réduit l’érosion causée par le ruissellement sur les versants.

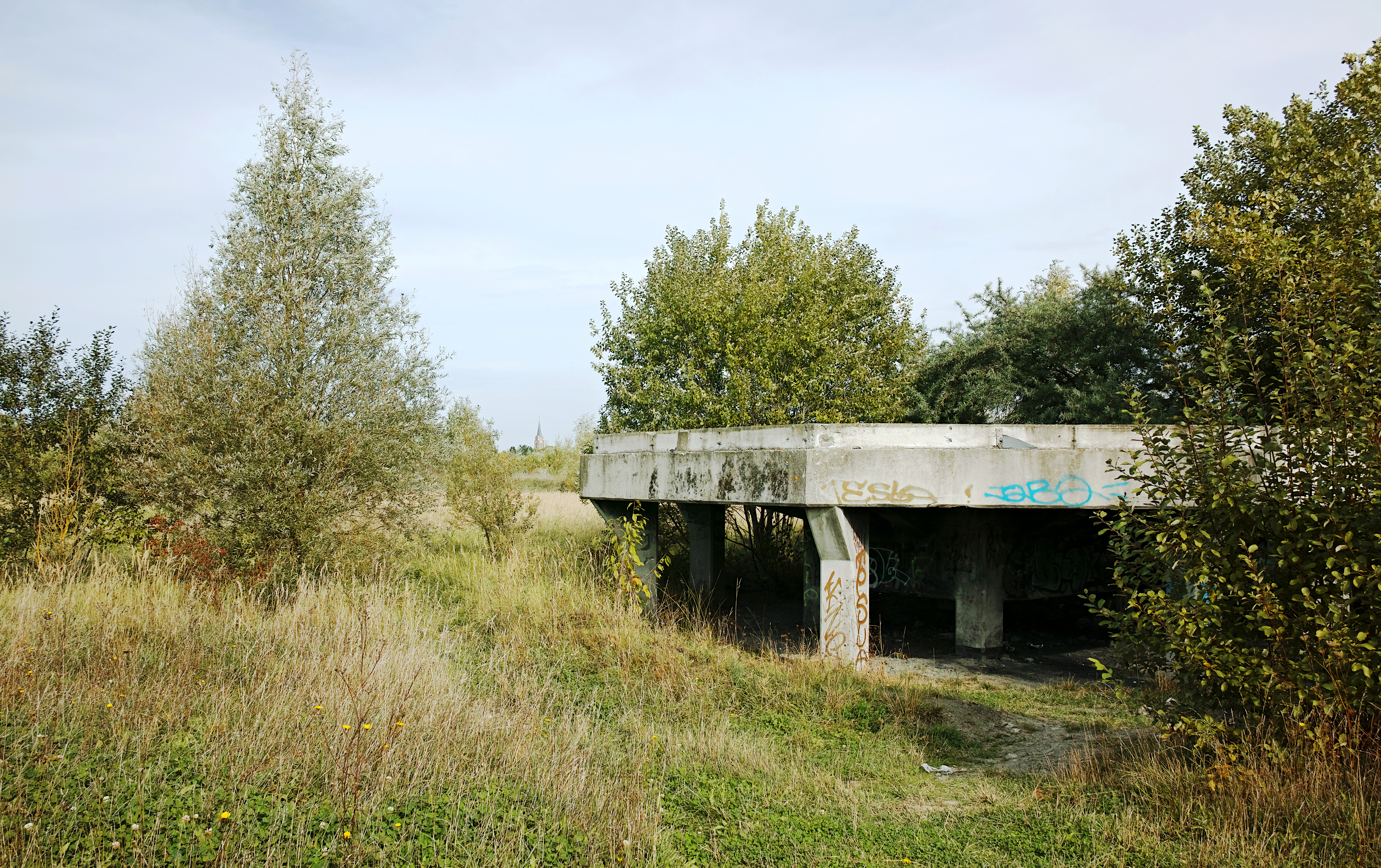
Belvédère dans la prairie

Le projet de renaturation de l'espace occupé par l'ancienne usine intervient vingt ans plus tard, avec pour premier objectif de réduire les pollutions métalliques (en particulier chrome, plomb, arsenic, cadmium et cuivre) acheminées, via le système hydraulique, dans l’Espierre, lui-même relié à la station d’épuration de Grimonpont, qui mettent en cause la possibilité de valorisation agricole des boues traitées par la station. Il s'inscrit par ailleurs dans un projet plus large de création d'un système de trame verte et bleue métropolitaine, qui comprend notamment la remise en navigation du canal de Roubaix qui traverse le site. L’intervention coordonnée par l'EPF passe par la démolition des bâtiments et infrastructures industrielles, la neutralisation du système hydraulique, l’excavation des terres contaminées, leur confinement et la réalisation d’un nouveau sol. Ce dernier est constitué d’une couverture étanche qui combine couches d'argile, géotextile, limons et terre végétale sur 2 à 3 mètres d'épaisseur. Il accueille un paysage ouvert constitué de prairies, de massifs plantés et d'un système de bassins paysagers, plus ou moins en eau selon la saison.

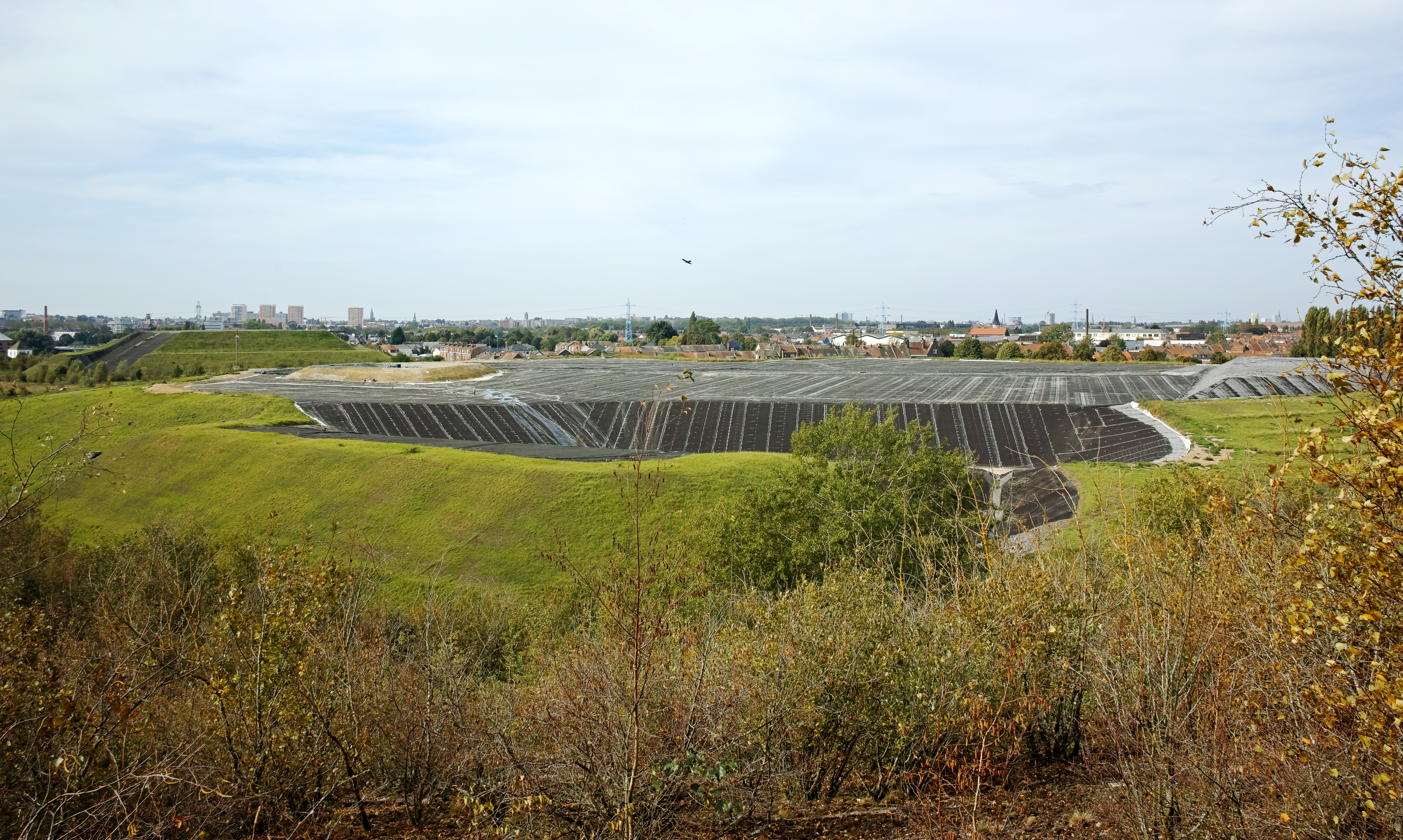
Vue sur les terrils de chrome depuis le terril de phosphogypse

Les terrils de chrome, à l'origine d'une importante pollution de la nappe aquifère, font l'objet d'une première opération de confinement par la pose d'une géomembrane en surface et d’un système de drainage pour la collecte des effluents toxiques au cours des années 1980 et 1990. En 2009, Rhodia engage un traitement expérimental nommé bio-précipitation in situ (en anglais, In situ Reactive Zone) sur le grand terril, opération confié au bureau d’ingénierie Arcadis. Il s'agit d'un traitement qui utilise l’injection de bactéries capables de neutraliser le chrome. La croissance des micro-organismes est stimulée par l’apport de nutriments (mélasse, sirops de maïs, résidus de laiterie, etc.). En consommant ces nutriments, les bactéries rendent le milieu de plus en plus réducteur, ce qui engendre la précipitation du Chrome VI sous forme d’hydroxydes, non solubles et beaucoup moins toxiques. La mise en œuvre de ce procédé a nécessité le forage de 140 puits d’injection et de contrôle et le creusement de 1,5 km de tranchées d’injection. L'évaluation réalisée en 2017 montre l'efficacité de la méthode, avec une réduction moyenne de 80% des concentrations en Chrome VI soluble. En 2023, la dépollution est toutefois encore en cours. Son achèvement conditionne la réalisation de la deuxième phase du projet, qui prévoit l’apport de terre pour le remodelage des profils des deux terrils.